# 森田実 (捕手)
森田 実（もりた みのる、1963年1月30日 - ）は、秋田県出身の元プロ野球選手（捕手）。

## 来歴・人物
金足農業高では、小野和幸とバッテリーを組む。
高校卒業後、三井造船千葉に入社するが1年半で退社し、読売ジャイアンツの入団テストを受け合格。しかし、社会人野球に登録されたことのある選手で高卒の場合は3年間はプロ入りできない規定のため、入団には至らずに帰郷して建設会社で働く。
翌年も再びテストを受けて合格し、1983年オフにドラフト外で読売ジャイアンツに入団。しかし、一軍公式戦への出場がないまま1989年に退団。

## 詳細情報

### 年度別打撃成績
- 一軍公式戦出場なし

### 背番号
- 63 （1984年 - 1989年）[1]

## 関連文献
- 山際淳司『エンドレス・サマー』（角川書店, 1985年） ISBN 4-04-154052-6　「テスト生」において入団までの経緯が記述されている。